# Camptoptera ambrae
Camptoptera ambrae är en stekelart som beskrevs av Gennaro Viggiani 1978. Camptoptera ambrae ingår i släktet Camptoptera och familjen dvärgsteklar. Inga underarter finns listade.